# Ekumeniska följeslagarprogrammet i Palestina och Israel
Ekumeniska följeslagarprogrammet i Palestina och Israel (EAPPI) är ett internationellt projekt som drivs av Kyrkornas Världsråd. 
Följeslagare är personer som försöker dämpa våldet och främja respekten för folkrätten genom sin närvaro i områden i Israel och Palestina.

## Historia och verksamhet
Initiativet till följeslagarprogrammet kom ursprungligen som en förfrågan från kyrkoledare i Jerusalem. I ett brev till Kyrkornas Världsråd bad de om en internationell närvaro i området.
Sedan augusti 2002 har ett tiotal kyrkor och organisationer i Sverige gått samman för att driva den svenska delen – SEAPPI (Swedish Ecumenical Accompaniment Programme in Palestine and Israel). 
Sveriges Kristna Råd står som huvudman. Den svenska delen har finansierats av Sida, fram till början av 2025 då Sveriges regering tog ett beslut att avveckla finansieringen till följeslagarprogrammet.
Följeslagare vistas områdena i tre månader. De erbjuder en skyddande närvaro, och rapporterar om övergrepp mot mänskliga rättigheter och situationen för civilbefolkningen.